# Мухомор королівський
Мухомор королівський (Amaníta regális) — вид грибів, що входить до роду Мухомор (Amanita) родина Мухоморові (Amanitaceae).

## Опис

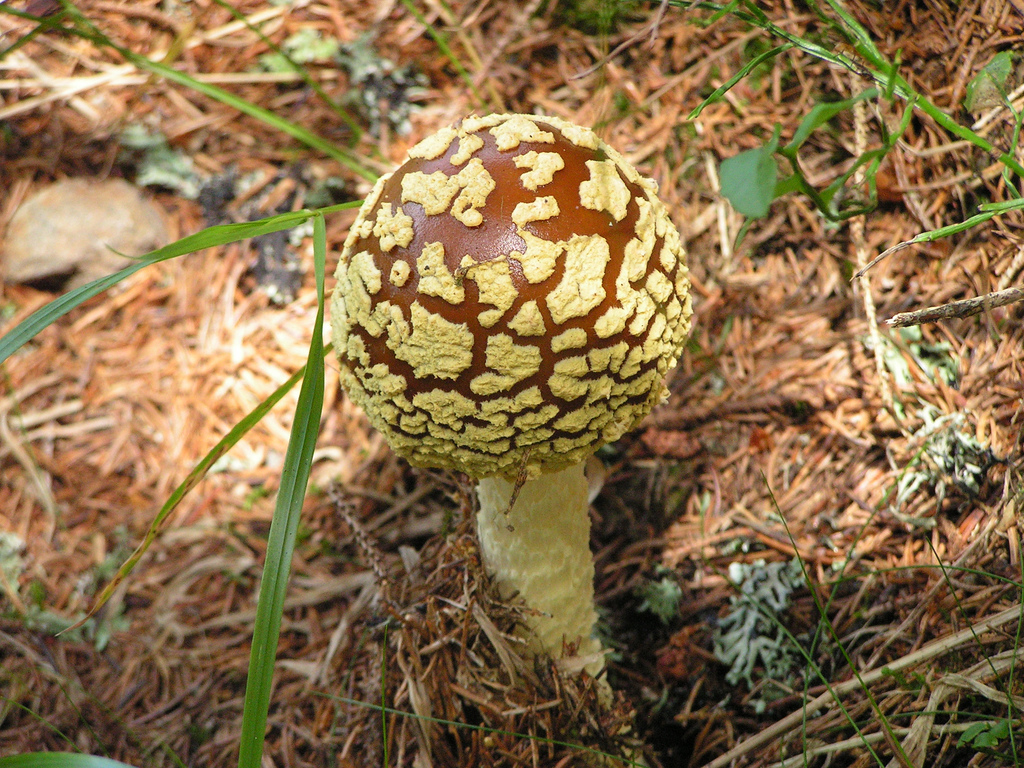
Молодий мухомор королівський

Капелюшок 7—16(20) см в діаметрі, напівкуляста, що розкривається до опуклої і майже плоскої зі слабо вдавленим центром, з радіально розлінованим краєм. Забарвлення темно-умброво-коричневе, оливково-охристе, охристо-коричневе, іноді сіро-жовте, в центрі більш інтенсивне. Загальне покривало на молодих грибах опушене, яскраво-жовте, потім залишається у вигляді обривків, що легко змиваються, на сонці біліють, а до старості іноді стають сіро-жовтими.
Пластинки часті, спочатку вузько-прирослі до ніжки, потім вільні від неї, кремові, з численними пластиночками різної довжини.
Ніжка досягає 9—20 см у висоту і 1—2,5 см в діаметрі, тоншає догори, в основі з яйцеподібним або кулястим потовщенням. Поверхня ніжки волокнисто-оксамитова, біла або білувата, при дотику іноді слабо буріюча. Кільце у верхній частині ніжки білувате, перетинчасте, не розліноване. Залишки загального покривала у вигляді декількох пасків жовтуватих бородавчастих пластівців на потовщенні ніжки.
М'якоть під шкіркою жовто-коричнева або оливково-охриста, далі жовтувато-біла або блідо-жовта, без особливого запаху.
Споровий порошок білого кольору. Спори 9—12 х 6—9 мкм, еліптичні до широкоеліптичних, неамілоїдні. Базидії з пряжками.
Отруйний гриб. Викликає серйозні отруєння, схожі з отруєннями. мухомором червоним і мухомором пантерним.

## Екологія
Утворює мікоризу з хвойними деревами (ялина, сосна), рідше виростає в змішаних і листяних лісах з березою.

## Систематика

### Синоніми
- Agaricus muscarius var. regalis Fr., 1821basionym
- Amanita muscaria var. regalis (Fr.) Sacc., 1887
- Amanitaria muscaria var. regalis (Fr.) E.-J.Gilbert, 1940